# 小行星4855
小行星4855（英語：4855 Tenpyou）是一颗围绕太阳公转的小行星。1982年11月14日，香西洋树、古川麒一郎在木曾町发现了此天体。
这颗小行星的绝对星等为52.02551等。